# 古木譲二
古木 譲二（ふるき じょうじ、1960年10月11日 - ）は、神奈川県出身のプロゴルファー。

## 来歴
神奈川県立上鶴間高等学校出身。
14歳からゴルフを始め、1979年にプロ入りする。
1984年のアジアサーキット・マレーシアオープンでは初日を4バーディー、ボギー無しでアマチュアの田中泰二郎と共に4アンダー67の首位に立ったが、2日目には1オーバー72、通算139で4位タイに後退。
1984年のアコムダブルスでは森下正美とペアを組み、初日を菊地勝司&浅井教司ペア・新関善美&藤木三郎ペア・高橋五月&横島由一ペアと並んでの4位タイでスタートした。
1986年にはKSB瀬戸内海オープンで中尾豊健と並んでの9位タイ、ブリヂストン阿蘇オープンでは丸山智弘・山本治人・海老原清治・甲斐俊光、デビッド・イシイ（アメリカ）と並んでの6位タイ、ペプシ宇部で新関・前田新作と並んでの8位タイ、日本プロで入野太・稲垣太成と並んでの7位タイ 、NST新潟オープンでは白浜育男と並んでの3位タイに入った。
1987年には広島オープンで金井清一・合田洋・長谷川勝治と並んでの7位タイに入り、和歌山オープンで優勝。
1987年と1992年には日本ドライビングコンテストで優勝し、1988年のかながわオープンでは初日を近藤守・青木基正と共に69をマークして2位タイでスタートした。
1992年にはNGAオープンで優勝し、1995年のサンコーグランドサマーでは4日間60台で丸山・細川和彦と並んでの3位タイに入った。
2005年には神奈川県オープンで丸山と並んでの3位タイに入り、2007年のKBCオーガスタを最後にレギュラーツアーから引退。
2016年11月からは横浜市の「モリシゲ・インドア・ゴルフ・クラブ」でコーチとしてプロレッスンを担当 。

## 主な優勝
- 1987年 - 和歌山オープンゴルフトーナメント
- 1992年 - '92NGAオープン